# Baronía de la Puebla de Benferri
La baronía de la Puebla de Benferri es un título nobiliario español que nace como vínculo creado, previa Real facultad, el 16 de julio de 1632 del rey Felipe IV a favor de Jerónimo de Rocamora y Thomas, VIII señor de Benferri, I marqués de Rafal, señor de la Puebla de Rocamora.
El título fue rehabilitado en 1920 por el rey Alfonso XIII, a favor de María de las Mercedes Pardo-Manuel de Villena y Jiménez, como X baronesa de la Puebla de Benferri. Era hija de Arturo de Pardo y Manuel de Villena, I duque de Arévalo del Rey, I barón de Monte Villena y de María del Consuelo Jiménez y Arenzana, III marquesa de Casa Jiménez II vizcondesa de Torre Almiranta.

## Barones de la Puebla de Benferri
|                                 | Titular                                                 | Periodo                |
| Creación por Felipe IV          | Creación por Felipe IV                                  | Creación por Felipe IV |
| ------------------------------- | ------------------------------------------------------- | ---------------------- |
| I                               | Jerónimo de Rocamora y Thomas                           | 1632-1639              |
| Rehabilitación por Alfonso XIII |                                                         |                        |
| I                               | María de las Mercedes Pardo-Manuel de Villena y Jiménez | 1920-1984              |
| II                              | Carlos Alberto Pardo-Manuel de Villena y Verástegui     | 1989-2020              |
| III                             | Juan Pablo de Lojendio y Pardo-Manuel de Villena        | 2024-actual titular    |

## Historia de los barones de la Puebla de Benferri

Escudo de Benferri, (Alicante), que dio nombre a esta baronía

- Jerónimo de Rocamora y Thomas (1571-1639), I barón de la Puebla de Benferri, I marqués de Rafal,[2] I barón de la Puebla de Rocamora, VIII señor de Benferri.

Casó con Isabel de Molins y Rosell. Casó en segundas nupcias con María García de Lasa y Togores, III señora de Rafal, cuyo hijo Gaspar de Rocamora y García de Lasa, heredó el marquesado de Rafal, como II marqués.
Rehabilitación en 1920 por
- María de las Mercedes Pardo-Manuel de Villena y Jiménez (m. 1984), I baronesa de la Puebla de Benferri.[3]

Casó con Fernando Arniches y Moltó. Sin descendientes, le sucedió su sobrino, hijo de su hermano Carlos María Pardo-Manuel de Villena y Jiménez, II duque de Arévalo del Rey, X conde de Vía Manuel, II barón de Monte Villena que había casado con Soledad Verástegui y Carroll:
- Carlos Alberto Pardo-Manuel de Villena y Verástegui (m. Madrid, 24 de octubre de 2020,[4]), II barón de la Puebla de Benferri,[3] XI conde de Vía Manuel,[2] IV marqués de Casa Jiménez. Sin descendencia, sucedió su sobrino, hijo de su hermana María Consuelo Pardo-Manuel de Villena y Verástegui y de Juan Pablo de Lojendio e Irure:

- Juan Pablo de Lojendio y Pardo Manuel de Villena, III barón de la Puebla de Benferri[5] y V duque de Arévalo del Rey.[2]

Casó con María del Rosario Pérez-Yarza y Márquez.